# السليف (إب)

تعديل مصدري - تعديل

السليف هي إحدى قرى عزلة بني مدسم بمديرية إب التابعة لمحافظة إب، بلغ تعداد سكانها 250 نسمة حسب تعداد اليمن لعام 2004.